# Robert Schurrer
Robert Schurrer (né le 24 mars 1890 à Vesoul et mort le 24 novembre 1972 à Strasbourg) est un athlète français spécialiste du sprint.

## Biographie
Robert Schurrer est né au 48 rue du Breuil à Vesoul.
Licencié à la SS Lorrain Nancy, il fait partie de la délégation française qui participe aux Jeux olympiques de 1912 de Stockholm. Éliminé au premier tour du 100 m et en demi-finales du 200 m, il remporte en fin de compétition la médaille d'argent du relais 4 × 400 mètres aux côtés de Charles Poulenard, Pierre Failliot et Charles Lelong. Avec le temps de 3 min 20 s 7, l'équipe de France termine à plus de quatre secondes des États-Unis, auteurs d'un nouveau record du monde de la discipline.
Son record personnel sur 200 m, établi en 1911, est de 23 s 0.

## Palmarès
| Date | Compétition     | Lieu      | Résultat | Discipline |
| ---- | --------------- | --------- | -------- | ---------- |
| 1912 | Jeux olympiques | Stockholm | 2e       | 4 × 400 m  |